# Matthew Meier
Matthew Till Meier (* 16. April 2004 in Cottbus) ist ein deutscher Fußballspieler.

## Karriere
Nach seinen Anfängen in der Jugend von Energie Cottbus wechselte er im Sommer 2018 in die Jugendabteilung des VfL Wolfsburg. Für seinen Verein bestriit er vier Spiele in der B-Junioren-Bundesliga, 30 Spiele in der A-Junioren-Bundesliga und sechs Spiele in der Saison 2021/22 in der UEFA Youth League, bei denen ihm insgesamt zehn Tore gelangen.
Im Sommer 2023 wechselte er zum Drittligisten Hallescher FC und kam dort auch zu seinem ersten Einsatz im Profibereich, als er am 3. September 2023, dem 5. Spieltag, beim 4:1-Heimsieg gegen den SV Sandhausen in der 85. Spielminute für Marco Wolf eingewechselt wurde. Anfang Januar 2024 wechselte er, nachdem er nur zu diesem einen Einsatz in der 3. Liga gekommen war, in die Regionalliga Nord zur zweiten Mannschaft von Holstein Kiel. Mit dieser stieg er 2025 in die Oberliga ab und wechselte daraufhin in die Regionalliga Nordost zum FSV 63 Luckenwalde.